# Ja sam samo jedan od mnogih s gitarom
Ja sam samo jedan od mnogih s gitarom drugi je studijski album hrvatskog pop rock sastava Srebrna krila koji je 1980. godine objavila diskografska kuća Jugoton.

## Popis pjesama

### A strana
1. "Ja sam samo jedan od mnogih s gitarom" (3:14)
2. "Đavo"(2:38)
3. "Kucni tri put' na vrata" (2:58)
4. "Prvi slatki grijeh" (3:10)
5. "Pričao bih ti o sebi" (4:41)

### B strana
1. "Non stop" (3:54)
2. "Grešnica" (3:18)
3. "Ruku na srce, vražja si cura" (2:51)
4. "Zvali smo je Ljilja" (3:33)
5. "Ostani" (3:02)

## Izvođači
- Vlado Kalember - vokal, bas-gitara
- Davor Dado Jelavić - gitara
- Duško Mandić - gitara
- Adi Karaselimović - bubnjevi
- Mustafa Ismailovski - klavijature